# Sudeep Kumar
Sudeep Kumar (n. 25 de mayo de 1975 en Alappuzha, Kerala), es un cantante de playback indio, intérprete de la música clásica de la India. Ha grabado más de 1.000 temas musicales en diferentes idiomas como en malayalam, inglés, tamil e hindi. Su carrera musical barca dos décadas.

## Biografía
Sudeep es hijo de Kainakary Surendran y Rajamma. Realizó sus estudios en el St Joseph's High School, Punnapra, SD College y después en la Universidad de  "Thiruvananthapuram". Actualmente está casado con la bailarina Kalamandalam Sophia y tiene dos hijas llamadas Minsara y Neehara.

## Carrera
Sudeep Kumar inició su carrera como cantante de playback tras conocer al director de cine, Vinayan, en la que interpretó una canción para su película titulada "Oomapenninu Uriyaadappayyan". La banda sonora de la película fue compuesta por Mohan Sitara y las letras fueron escritas por Yusuf Ali Kecheri. Posteriormente también interpretó otros temas musicales para otras películas dirigidas por Vinayan como "Kattu Chembakam, Vellinakshatram y Albhuthadweepu (Malayalam y Tamil). Con el paso del tiempo, ha sido asociado también con otros intérpretes y músicos reconocidos como Ousepachan, Mohan Sitara, M.M.Keeravani, Kaithapram, Rajamani, Berny Ignatious, M.G. Sreekumar, Kaithapram Viswanathan, Bijibal, Rony Raphael y B.Prakash.
El compositor M. Jayachandran, también le dio grandes oportunidades a Sudeep Kumar, para ingresar dentro de la industria del Cine Malayalam. Ambos han trabajado conjuntamente para más de 20 películas para el cine malayalam y el resultado ha sido exitoso con canciones como Madambi (Ente sharike), Shikar (Enthedi), Rathinirvedam (Chempakapoo), Chattakari (Nilave) y Swapna sanchari (Vellaramkunnileri).